# Cochliopidae
Cochliopidae es una familia de pequeños caracoles de agua dulce con branquias y opérculo.

## Clasificación
Anteriormente Cochliopinae era considerada como subfamilia de la gran familia Hydrobiidae pero el análisis filogenético estableció que Cochliopidae es una familia distinta. Las investigaciones genéticas además precisaron y confirmaron la conformación de la subfamilia Cochliopinae, encuentran relaciones entre el género Antroselates antes considerado dentro de ella y la familia Pomatiopsidae, así como con el género Amnicola (familia Amnicolidae), pero sin que aún se defina si las actuales familias Pomatiopsidae y Amnicolidae deben integrarse con la familia Cochliopidae.

## Subfamilias y géneros
Por el momento se incluyen en Cochliopidae a 3 subfamilias:
- Cochliopinae Tryon, 1866 - sinónimos: Mexithaumatinae D.W. Taylor, 1966, Paludiscalinae D.W. Taylor, 1966
  - Cochliopa Stimpson, 1865
  - Aroapyrgus H.B. Baker, 1931
  - Eremopyrgus Hershler et al., 1999
  - Limnothauma Haas, 1955
  - Nanivitrea Thiele, 1927
  - Subcochliopa Morrison, 1946
  - Mexithauma Taylor, 1966
  - Paludiscala Taylor, 1966
  - Texapyrgus Thompson and Hershler, 1991
- Littoridininae Thiele, 1928
  - Littoridina Eydoux & Souleyet, 1852
  - Antrobia Hubricht, 1971
  - Aphaostracon Thompson, 1968
  - Balconorbis Hershler & Longley, 1986
  - Brachypirgulina Haas, 1955
  - Coahuilix Taylor, 1966
  - Cochliopina Morrison, 1946
  - Ecpomastrum Haas, 1957
  - Durangonella Morrison, 1945
  - Heligmopoma Haas, 1955
  - Littoridinops Pilsbry, 1952
  - Lyrodes Döring, 1884
  - Mexipyrgus Taylor, 1966
  - Rhamphopoma Haas, 1955
  - Rufolacuna Ponder, 1976
  - Spurwinkia Davis, Mazurkiewicz & Mandracchia, 1982
  - Strombopoma Haas, 1955
  - Stygopyrgus Hershler & Longley, 1986
  - Tryonia Stimpson, 1865
  - Zetekina  Morrison, 1947
- Semisalsinae Guiusti & Pezzoli, 1980 - sinónimos: Heleobiini Bernasconi, 1991
  - Heleobia Stimpson, 1865
  - Heleobops Thompson, 1969